# Круно Радиљевић
Крунослав „Круно“ Радиљевић (Мостар, 1931 — 1990) био је југословенски фудбалер, који је током каријере наступао за Вележ. Играо је у везном реду. Поред бављења фудбалом, био је запослен у руднику.

## Клупска статистика
| Вележ Мостар | Вележ Мостар | Вележ Мостар |
| Сезона       | Наступа      | Голова       |
| ------------ | ------------ | ------------ |
| 1950.        | 9            | 0            |
| 1951.        | 25           | 0            |
| 1952.        | 0            | 0            |
| 1952/53.     | 7            | 0            |
| 1953/54.     | 17           | 0            |
| 1954/55.     | 16           | 0            |
| 1955/56.     | 26           | 1            |
| 1956/57.     | 26           | 4            |
| 1957/58.     | 26           | 2            |
| 1958/59.     | 22           | 4            |
| 1959/60.     | 21           | 0            |
| 1960/61.     | 20           | 4            |
| 1961/62.     | 20           | 4            |
| 1962/63.     | 24           | 2            |
| 1963/64.     | 26           | 3            |
| 1964/65.     | 11           | 0            |
| Укупно       | 296          | 24           |